# Thorsten Eppert
Thorsten Eppert (* 9. September 1972 in Kaiserslautern) ist ein deutscher Moderator, Drehbuchautor und Regisseur. Er ist zudem Hauptgesellschafter der Produktionsfirma Nordend Film GmbH in Hamburg.

## Leben und Leistungen
Thorsten Eppert legte 1992 sein Abitur in Ingelheim am Rhein ab. Zwischen 1993 und 1994 arbeitete er als Reporter für die Allgemeine Zeitung in Ingelheim. Von 1994 bis 1995 studierte er Medizin an der Johannes Gutenberg-Universität Mainz, anschließend an der Ludwig-Maximilians-Universität München Volkswirtschaftslehre und an der London School of Economics and Political Science. Ende der 1990er Jahre war er sowohl für ProSieben als auch als Online-Redakteur in London tätig. Von 2002 bis 2008 war er als Redakteur und Reporter beim ZDF beschäftigt, seit 2008 ist er als selbstständiger Autor und Redakteur tätig. Bekannt geworden ist er durch die Reportagereihe Herr Eppert sucht … bei ZDFneo.
Eppert ist verheiratet und Vater zweier Töchter.

## Sendungen
- Herr Eppert sucht …
- Einsame Klasse, Dokumentation über das Leben zweier deutscher Schüler an englischen Privatschulen
- Herr Eppert: Wie süchtig sind wir?
- Herr Eppert: Wie sexistisch sind wir?
- Crime & Justice – Amerika und die Todesstrafe
- Crime & Justice – Die Millionenklagen